# Sóng sông Danube
"Sóng sông Danube" (tiếng Romania: Valurile Dunării; tiếng Đức: Donauwellen; tiếng Pháp: Flots du Danube; tiếng Nga: Дунайские Волны) Lưu trữ ngày 22 tháng 7 năm 2011 tại Wayback Machine [audio sample] là điệu valse được nhà soạn nhạc Iosif Ivanovici (1845–1902) biên soạn vào năm 1880, và nó đã trở thành một trong những giai điệu Romanian nổi tiếng nhất trên thế giới. Ở Mỹ, nó thường được biết đến với cái tên The Anniversary Song, đó là tiêu đề do Al Jolson đặt khi ông và Saul Chaplin phát hành một bản phóng tác của nhạc phẩm này vào năm 1946.

## Trước khi trở nên phổ biến
"Sóng sông Danube" lần đầu được phát hành tại Bucharest, 1880; nó được dành tặng cho Emma, vợ của nhà xuất bản âm nhạc Constantin Gebauer. Nhà soạn nhạc Emile Waldteufel đã soạn lại cho dàn nhạc giao hưởng vào năm 1886, được trình diễn lần đầu năm 1889 Paris Exposition, và đã tạo nên một trào lưu cho các khán thính giả. Nó đã giành giải thưởng hành khúc đánh dấu vượt qua mốc buổi diễn thứ 116.
Sóng sông Danube của Ivanovici lần đầu được xuất bản tại Mỹ năm 1896, và được tái bản năm 1903 bởi Theodore Lohr Company,do Simon Adler chuyển soạn cho piano. Bản ấn hành được gọi với cái tên "Sóng sông Danube." Tác phẩm cũng có tên là "Điệu valse sóng sông Danube."

### "The Anniversary Song"
"Sóng sông Danube" chỉ trở nên nổi tiếng ở Mỹ vào nửa sau của thế kỷ. Al Jolson và Saul Chaplin xuất bản tác phẩm vào năm 1946 với cái tên "Khúc nhạc kỷ niệm" ("Ôi, chúng ta đã nhảy như thế nào vào cái đêm chúng ta cưới") và coi đó như một tác phẩm của họ. Bản sheet music 1946 của tác phẩm được đề tên người soạn là Al Jolson và Saul Chaplin và nhạc của Iosif Ivanovici. Jolson và Chaplin viết lời, Chaplin khớp nhạc của Ivanovici.
Al Jolson phát hành Khúc hát kỷ niệm ở hãng thu âm Decca với số catalog 23714. Nó lần đầu chạm đến bảng xếp hạng Billboard magazine vào 7/2/1947 và đứng trên bảng xếp hạng trong 14 tuần, đạt mốc cao nhất là xếp hạng thứ 2.

Dinah Shore phát hành một phiên bản của bài hát ở hãng thu âm Columbia với số catalog 37234; nó lần đầu chạm bảng xếp hạng Billboard magazine vào 28/2/1947 và nằm 8 tuần trên bảng xếp hạng, đạt mốc cao nhất ở vị trí số 4.

Bản thu của Guy Lombardo được thu âm vào 13/12/1946 và phát hành bởi hãng thu âm Decca Records với số catalog 23799; chạm bảng Billboard magazine vào 14/2/1947 và nằm trên bảng xếp hạng trong 10 tuần,thứ hạng cao nhất là vị trí số 4.

Tex Beneke và Glenn Miller Orchestra cùng Garry Stevens và nhóm Mello Larks đã phát hành một phiên bản của bài hát năm 1947 ở hãng RCA Victor với số catalog 20-2126; lần đầu chạm bảng Billboard magazine ngày 21/2/1947 và nằm trên bảng suốt tám tuần, thứ hạng cao nhất là nằm ở vị trí số 3.

Artie Shaw và dàn nhạc giao hường New Music Orchestra phát hành một phiên bản của tác phẩm cũng trong năm đó.Joni James phát hành một phiên bản của bản nhạc năm 1958 ở hãng thu âm MGM trong album Among My Souvenirs.

Andy Russell và Paul Weston một phiên bản tại hãng thu Capitol Records với số catalog 368; lần đầu nằm trong Billboard magazine ngày 14/3/1947 và trụ hai tuần trên bảng xếp hạng, thứ hạng cao nhất đạt được là đứng thứ 5.

Guitarist Django Reinhardt và Quintette du Hot Club de France phát hành một phiên bản vào năm 1947 ở hãng Blue Star as a 78, Blue Star 33.

Frank Sinatra đã trình diễn The Anniversary Song trên sóng radio. Bản thu âm cũng có trong bộ sưu tập Frank Sinatra The Radio Years. Bing Crosby, Rosemary Clooney, Mitch Miller, và Andy Williams, cũng trình diễn và thu âm bài nhạc với cái tên "The Anniversary Song."

### "Der Chasene Waltz"
Bản chuyển soạn của Henry Lefkowitch với phần lời Yiddish của Chaim Tauber đã được xuất bản năm 1947* dưới cái tên Der Chasene Waltz (The Wedding Waltz).
* Tuy nhiên, catalog online của thư viện đại học Florida Atlantic vẫn còn lưu trữ một bản ghi âm mà có ngày xuất bản là vào năm 1941.

## Nhầm lẫn với Anniversary Waltz
Khúc hát kỷ niệm (The Anniversary Song) thi thoảng bị nhầm lẫn với "The Anniversary Waltz", tuy nhiên, chúng không hề có mối liên hệ nào. Đôi lúc nó cũng bị nhầm lẫn với tác phẩm "Dòng sông xanh" (The Blue Danube).

## Trong điện ảnh
Năm 1931, đạo diễn Josef von Sternberg đã sử dụng giai điệu của tác phẩm trong bộ phim của ông Dishonored, in which Marlene Dietrich mimed vài đoạn trình diễn piano của phim. The tune was next used, without being credited, in the 1934 American comedy film The Circus Clown.
Với cái tên "The Anniversary Song" it was featured in Jolson's biographical Columbia film The Jolson Story năm 1946 và tiếp tục là Jolson Sings Again (1949), cũng như trong Blondie's Anniversary năm 1947.

Sau Chiến tranh thế giới thứ II giai điệu đã được sử dụng lại trong một bộ phim của đạo diễn Romani Liviu Ciulei vào năm 1959,dealing with the war, titled, after the song, Valurile Dunării. Bản cover của The New Vaudeville Band được sử dụng năm 1968 với tựa đề cho phim cult British Hammer horror The Anniversary (phim) thủ vai Bette Davis. Nó cũng xuất hiện trong các bộ phim Mayerling năm 1968, Falling in Love Again năm 1980, When Father Was Away on Business năm 1985, Avalon năm 1990, Payback năm 1999, Father and Daughter (phim) năm 2000, và A Guy Thing năm 2003.

## Nổi tiếng tại các quốc gia khác
- Giai điệu cùng với lời nhạc đã được sử dụng trong bộ phim Valurile Dunării, và rất phổ biến ở Trung Quốc từ những năm 1960.
- Giai điệu của "Waves of the Danube" đã trở nên nổi tiếng ở Triều Tiên,từ những năm 1920, nhờ soprano Youn Shim-Deok. Nó được biết đến ở đó với cái tên "The Psalm of Death".
- Interlude của bộ phim nổi tiếng Jeena Yehann Maranaa Yehann của điện ảnh Bollywood Mera Naam Joker cũng sử dụng giai điệu này.
- Ở Peru, bản thu âm của Grady Martin là nổi tiếng và phổ biến nhất, nó được chơi trong những dịp lễ cưới và quinces.
- Một phần bản nhạc này được Phạm Đình Chương phổ lời tiếng Việt với tựa đề Sóng nước biếc [4].